# DJ Quik
DJ Quik, de son vrai nom David Marvin Blake (né le 18 janvier 1970 à Compton, en Californie), est un rappeur, disc jockey et producteur et acteur américain. C'est un des rappeurs et producteurs les plus importants de la scène West Coast et associé au G-funk.

## Biographie

### Jeunesse
DJ Quik naît le 18 janvier 1970, et grandit à Compton, banlieue violente de Los Angeles, en Californie. Avant de se consacrer à la musique, inspirée par le funk et le soul, il fait partie des Tree Top Piru de son quartier, une partie du gang des Bloods de Los Angeles, qui est opposé au gang des Crips. C'est d'ailleurs pour cette raison que la lettre C (comme Crips) est manquante à son nom de scène. Mais vers la fin des années 1980, il s'intéresse sérieusement à la musique et plus particulièrement au rap. Il réalise une première mixtape en 1987, The Red Tape, en compagnie de ses amis Hi-C, AMG, et le groupe 2nd II None.

### Débuts
En 1991, il enregistre son premier album, intitulé Quik Is the Name, qui remporte un franc succès, se vend à plus d'un million d'exemplaires et devient certifié disque de platine, avec des singles comme Tonite et Born and Raised in Compton. Son succès lui vaut une nomination aux American Music Awards à titre de révélation hip-hop de l'année. Il atteint la 29e place du Billboard 200. L'année suivante, le 20 janvier 1992, il publie son deuxième album, Way 2 Fonky, qui a un peu moins de succès que le précédent, mais qui est tout de même certifié disque de platine, et classé 10e du Billboard 200.
En 1994, il enregistre un album mais, insatisfait, le "détruit" et recommence tout de zéro.
En 1995, il signe sur le label Death Row Records et prend Suge Knight comme manager. Il commence alors à réaliser quelques productions pour divers artistes. Leur relation date de 1988, année durant laquelle Quik signe au label indépendant de Suge, Funky Enough Records. Le 21 février 1995, il publie son troisième album Safe + Sound (reprenant les mêmes thèmes que les précédents comme le sexe, la drogue, la violence) qui est lui aussi bien apprécié du public et devient également disque de platine et classé 14e au Billboard 200. Trois ans plus tard, le 10 novembre 1998, il publie l'album Rhythm-al-ism sur Arista Records, avec des singles comme You'z a Ganxta, Down, Down, Down ou Hand in Hand, et ses efforts pour retirer le côté « gangsta » de ses paroles sont flagrants. Ces titres sont aux programmes des radios de Los Angeles pendant près de six mois. L'album est classé 63e au Billboard 200

### Années 2000
Le label Arista Records lui fait également sortir l'album Balance & Options le 16 mai 2000, un album très réussi avec son éternelle touche à la production. La même année, il résilie son contrat avec Arista. Le 4 juillet 2000, un de ses amis, le rappeur Mausberg meurt assassiné dans la rue à Compton à seulement 21 ans, ce qui le touche beaucoup. Il revient tout de même en 2002 avec Under tha Influence qu'il annonce comme son dernier album. Il veut se retirer de la scène et travaille sur le film Président par accident de Chris Rock mais produit tout de même quelques chansons comme Justify My Thug de Jay-Z, ou encore All For You (Remix) de Janet Jackson.
Il se décide finalement à retourner à ses anciennes occupations en 2005 et sort quelques mixtapes comme Born and Raised in Compton ou The Trauma Mixtape. En septembre 2005, DJ Quik publie son septième album, et premier album indépendant, sur son nouveau label, Mad Science Recordings. L'album est intitulé Trauma. Il s'agit d'un succès indépendant écoulé à 100 000 exemplaires et qui atteindra la première place du Top Independant Albums en octobre 2005.
Le 21 juin 2006, DJ Quik est accusé d'agression envers sa sœur et obligé de purger une peine de cinq mois de prison. Un best of, Born and Raised in Compton: The Greatest Hits, est publié durant l'année 2006. En 2007, DJ Quik forme le groupe The Fixxers avec AMG et en mars de la même année, il signe chez Interscope Records. Pendant cette formation, il supprime « DJ » de son nom de scène et rappe sous le nom de Quik. En mars 2007, il signe un single avec Interscope Records pour la publication de leur album Midnight Life. Un album collaboratif avec Kurupt, membre de Tha Dogg Pound, intitulé BlaQKout, est publié le 9 juin 2009. Il contient des titres comme Hey Playa! ou encore Jupiter's Critic and the Mind of Mars. La même année, il participe à l'album Ego Trippin' de Snoop Dogg.
En 2009, Snoop Dogg, Teddy Riley et Quik forment QDT, un collectif de producteurs. Il collabore également avec Kurupt sur l'album intitulé BlaQKout dans lequel on peut découvrir l'excellent titre Cream au milieu de titres toujours plus conceptuels comme Hey Playa! ou encore Jupiter's Critic and the Mind of Mars. Quik explore de nouvelles facettes du hip-hop à chaque opus.

### The Book of David(depuis 2011)
En 2010, il prépare son retour avec l'album The Book of David. Un premier extrait, Nobody, avec un featuring de Suga Free, est publié le 19 avril 2011 mais aucune date de sortie n'est annoncée malgré la présentation de l'album à la presse. Il prédit un retour aux sources, grâce à l'utilisation de vieilles boîtes à rythmes. L'album sort finalement le 20 avril 2011 avec les participations d'Ice Cube, Bun B ou encore Bizzy Bone. Les singles sont Luv of my Life et Real Women. L'album débute 55e du Billboard 200, et se vend à 9 700 exemplaires la première semaine aux États-Unis. Il atteint également la 5e place des Top Rap Albums, la 12e des Top R&B/Hip-Hop Albums, et la quatrième des Independent Albums. La deuxième semaine, il descend à la 99e place du Billboard 200 avec 4 200 exemplaires écoulés.
Durant sa carrière, DJ Quik collabore aussi bien en tant que producteur qu'en tant que rappeur avec des grands noms du hip-hop américain tels que Dr. Dre, 2Pac, Kurupt, Nate Dogg, Snoop Dogg, T.I., Game, Jodeci, Wyclef Jean, Erick Sermon, Ludacris, Chingy, Xzibit, B-Real, AMG, 2nd II None, R. Kelly, Top Dogg, entre autres. Son travail d'arrière-plan dans la production de ces artistes lui a valu un grand respect dans l'industrie et sa touche à la production avec ses vibes funky est souvent très lisible et reconnaissable.
Le 17 juillet 2014, il apparaît en direct sur la plateau de SkeeTV (Los Angeles) pour interpréter son nouveau titre That Niggaz Crazy.
En mai 2018, il sort le single World Girl accompagné du chanteur Christian Ford.

## Vie personnelle
En 2003, il agresse sa sœur Debra « Pee Wee » Armstrong, la menaçant avec une arme après une discussion violente. Il est condamné, en 2006, à cinq mois de prison pour cette affaire. Il parle de cette histoire sur un morceau intitulé Till Jesus Come extrait de l'album Trauma.
Sa mère (décédée) est Delma Grigsby-Armstrong.
DJ Quik a une fille Davieanna Blake et un fils David Blake Jr.

## Discographie

### Albums studio
- 1991 : Quik Is the Name
- 1992 : Way 2 Fonky
- 1995 : Safe + Sound
- 1998 : Rhythm-al-ism
- 2000 : Balance & Options
- 2002 : Under tha Influence
- 2005 : Trauma
- 2010 : The Book of David
- 2014 : The Midnight Life

### Compilations
- 2002 : The Best of DJ Quik: Da Finale
- 2004 : Platinum & Gold Collection
- 2005 : Trauma Instrumentals
- 2006 : Born and Raised in Compton: The Greatest Hits

### Album live
- 2006 : Greatest Hits: Live at the House of Blues

### Albums collaboratifs
- 2008 : Street Masterpiece (avec les Fixxers)
- 2008 : Midnight Life (avec les Fixxers)
- 2009 : BlaQKout (avec Kurupt)
- 2017 : Rosecrans (avec Problem)

### Mixtapes
- 1987 : The Red Tape
- 2005 : The Trauma Mixtape
- 2011 : The Audio Biography of David

## Filmographie

### Comme compositeur
- 2003 : Président par accident

### Comme acteur
- 2003 : DJ Quik: Visualism : lui-même
- 2004 : Method et Red : lui-même (épisode 7)
- 2005 : Entourage (série TV) : lui-même (saison 2 épisode 10)
- 2006 : Keeping Up with the Steins de Scott Marshall : lui-même
- 2007 : Tout le monde déteste Chris (série TV) : Hilton « Hilly Hill » Reed (saison 2 épisode 17)
- 2010 : Malice n Wonderland : le joueur de piano